# Olympische Sommerspiele 2008/Teilnehmer (Algerien)
| Gelbes Symbol für Goldmedaillen mit stilisierten Olympischen Ringen | Graues Symbol für Silbermedaillen mit stilisierten Olympischen Ringen | Braundes Symbol für Bronzemedaillen mit stilisierten Olympischen Ringen |
| ------------------------------------------------------------------- | --------------------------------------------------------------------- | ----------------------------------------------------------------------- |
| —                                                                   | 1                                                                     | 1                                                                       |

Algerien nahm an den Olympischen Sommerspielen 2008 in der chinesischen Hauptstadt Peking mit 56 Athleten, 22 Frauen und 34 Männern, in 18 Sportarten teil.
Seit 1964 war es die elfte Teilnahme eines algerischen Teams bei Olympischen Sommerspielen.

## Flaggenträger
Der Schwimmer Salim Iles trug die Flagge Algeriens während der Eröffnungsfeier im Nationalstadion, bei der Schlussfeier wurde sie vom Boxer Abdelhafid Benchabla getragen.

## Medaillen
Mit je einer gewonnenen Silber- und Bronzemedaille belegte das algerische Team Platz 67 im Medaillenspiegel.
| Sportart |   |   |   | Gesamt |
| -------- | - | - | - | ------ |
| Judo     | - | 1 | 1 | 2      |
| total    | - | 1 | 1 | 2      |

### Medaillengewinner

#### Silber
| Name           | Sportart | Wettkampf    |
| -------------- | -------- | ------------ |
| Amar Benikhlef | Judo     | Männer 90 kg |

#### Bronze
| Name          | Sportart | Wettkampf    |
| ------------- | -------- | ------------ |
| Soraya Haddad | Judo     | Frauen 52 kg |

## Teilnehmer nach Sportart

### Badminton
- Nabil Lasmari
Männer, Einzel

### Boxen
Algerien stellt bei den Spielen 2008 acht Boxer.
- Abdelhafid Benchabla
Männer, Halbschwergewicht (bis 81 kg)
- Abdelkader Chadi
Männer, Federgewicht (bis 57 kg)
- Nabil Kassel
Männer, Mittelgewicht (bis 75 kg)
- Hamza Kramou
Männer, Leichtgewicht (bis 60 kg)
- Newfel Ouatah
Männer, Superschwergewicht (über 91 kg)
- Abdelhalim Ouradi
Männer, Bantamgewicht (bis 54 kg)
- Choayeb Oussassi
Männer, Weltergewicht (bis 69 kg)
- Abdelaziz Toulbini
Männer, Schwergewicht (bis 91 kg)

### Fechten
- Frauen:
  - Anissa Khelfaoui

Florett Einzel
  - Hadia Bentaleb

Degen Einzel

### Hallenvolleyball
Auch die algerische Damenvolleyballmannschaft qualifizierte sich bei den kontinentalen Olympiaqualifikationskämpfen für Peking.
- Faiza Tsabet
- Melinda Hennaoui
- Fatima Zahra Oukazi
- Narimene Madani
- Safia Boukhima
- Mouni Abderrahim
- Lydia Oulmou
- Tassadit Aissou
- Raouya Rouabhia
- Sehryne Hennaoui
- Nawal Mansouri
- Saleha Benhamouda

### Judo
- Männer:
  - Omar Rebahi

Superleichtgewicht (bis 60 kg)
  - Mounir Ben Madhi

Halbleichtgewicht (bis 66 kg)
  - Amar Meridja

Leichtgewicht (bis 73 kg)
  - Amar Benikhlef (Silber )

Mittelgewicht (bis 90 kg)
  - Hassan Azzoune

Halbschwergewicht (bis 100 kg)
- Frauen:[4]
  - Meriem Moussa

Superleichtgewicht (bis 48 kg)
  - Soraya Haddad (Bronze )

Halbleichtgewicht (bis 52 kg)
  - Leila El-Atrous

Leichtgewicht (bis 57 kg)
  - Kahina Saidi

Halbmittelgewicht (bis 63 kg)
  - Rachida Ouerdane

Mittelgewicht (bis 70 kg)

### Kanu

#### Kanurennen
- Sarah Sonia Dupire
Frauen, Einer-Kajak, 500 m

### Leichtathletik
- Männer:
  - Nabil Madi

800 m
  - Manceur Nadjim

800 m
  - Tarek Boukensa

1500 m
  - Kamel Boulehfane

1500 m
  - Antar Zerguelaïne

1500 m
  - Rabia Makhloufi

3000 m Hindernis
  - Ali Saïdi-Sief

5000 m
  - Khoudir Aggoune

10.000 m
  - Mohamed Ameur

20 km Gehen
  - Nima Issam

Weitsprung
- Frauen:
  - Nahida Touhami

1500 m
  - Widad Mendil

3000 m Hindernis
  - Baya Rahouli

Dreisprung
  - Souad Aït Salem

Marathon

### Radsport
- Männer:
  - Hichem Chaabane[5]

Straßenrennen

### Ringen
- Männer:
  - Mohamed Serrir

Griechisch-römisch, Leichtgewicht (bis 66 kg)
  - Mohamed Zegdhane

Griechisch-römisch, Weltergewicht (bis 74 kg)
  - Samir Bouguerra

Griechisch-römisch, Schwergewicht (bis 96 kg)

### Rudern
| Männer          | Männer                      |
| --------------- | --------------------------- |
| Chaouki Dries   | Einer                       |
| Kamel Ait-Daoud | Leichtgewichts-Doppelzweier |
| Mohamed Garidi  | Leichtgewichts-Doppelzweier |

### Schwimmen
- Männer:
  - Mahrez Mebarek
  - Salim Iles
  - Nabil Kebbab
  - Sofiane Daid
  - Mehdi Hamama

### Tischtennis
- Kourta Idir Abdallah
Männer, Einzel